# Svetislav Stančić
Svetislav Stančić (Zagreb, 7. srpnja 1895. – Zagreb, 7. siječnja 1970.), hrvatski pijanist, skladatelj i glazbeni pedagog; utemeljitelj tzv. zagrebačke pijanističke škole.

## Životopis
Glazbu je počeo učiti 1909., a Glazbenu školu zagrebačkoga Hrvatskoga glazbenoga zavoda završio je 1914. godine. Godine 1918. odlazi u Berlin gdje do 1922. privatno uči glasovir kod Heinricha Bartha i Conrada Ansorgea. Istodobno u razdoblju od 1920. do 1922. na majstorskoj školi berlinske Akademije umjetnosti studira kompoziciju kod glasovitoga Ferruccia Busonija. U hrvatsku je glasovirsku pedagogiju unio visoku razinu profesionalizma i rafinirane spoznaje o glazbenoj interpretaciji kao spoju besprijekornog umijeća, znanja i umjetničkog nadahnuća. Njegovi su studenti bili mnogi ugledni hrvatski pijanisti i glazbeni pedagozi, primjerice Ladislav Šaban, Ivo Maček, Melita Lorković, Ranko Filjak, Jurica Murai, Branka Musulin, Stjepan Radić, Pavica Gvozdić, Vladimir Krpan i drugi. Stančić je obradio skladbe za glasovir Ferde Livadića i Fortunata Pintarića. Godine 1960. dodijeljena mu je nagrada Vladimir Nazor za životno djelo.
Europska udruga klavirskih pedagoga Hrvatska (EPTA Hrvatska; engl.  European Piano Teachers Association – Croatia) od 2006. godine u Zagrebu održava Međunarodno pijanističko natjecanja "Svetislav Stančić".

## Vanjske poveznice
- Stančić, Svetislav Hrvatska enciklopedija. LZMK
- LZMK / Proleksis enciklopedija: Stančić, Svetislav
- European Piano Teachers Association (EPTA) Croatia: Svetislav Stančić  Arhivirana inačica izvorne stranice od 3. kolovoza 2017. (Wayback Machine)
- www.bach-cantatas.com – Svetislav Stančić (Composer, Arranger) (engl.)
- Francuski institut u Hrvatskoj: Francuska glazba na klaviru Pleyel Svetislava Stančića (hrv.) (fr.)